# Feliks Przesmycki
Feliks Przesmycki (ur. 21 stycznia 1892 w Miropolu na Wołyniu, zm. 25 grudnia 1974 w Warszawie) – polski bakteriolog i wirusolog, pedagog, założyciel oraz wieloletni dyrektor największej polskiej instytucji zajmującej się epidemiologią – Państwowego Zakładu Higieny w Warszawie.

## Życiorys
Studiował medycynę na Uniwersytecie Kijowskim. Współpracował z wieloma czołowymi wirusologami, m.in. w Instytucie Pasteura w Paryżu z francuskim bakteriologiem Albertem Calmettem, a w Harvard Medical School z Hansem Zinsserem.
W styczniu 1921 roku w czasie wojny polsko-bolszewickiej został delegowany przez polski rząd do obozu jenieckiego w Strzałkowie, gdzie wśród ludności cywilnej i żołnierzy rosyjskich w sześć tygodni zwalczył epidemię cholery. Potem został skierowany z tym samym zadaniem jako konsultant do obozów w Tucholi i Wadowicach. W październiku 1923 roku wraz z grupą młodych polskich lekarzy został delegowany na roczne studia w dziedzinie zdrowia publicznego do Stanów Zjednoczonych, które organizowała Fundacja Rockefellera. Po powrocie do kraju w 1925 został asystentem i prowadził zlecone ćwiczenia z mikrobiologii na Wydziale Farmaceutycznym Uniwersytetu Warszawskiego. 7 września 1929 habilitował się na Wydziale Lekarskim Uniwersytetu Warszawskiego, a następnie rozpoczął pracę w Dziale Bakteriologii i Medycyny Doświadczalnej Państwowego Zakładu Higieny (PZH) pod kierunkiem Ludwika Hirszfelda. Od 1 stycznia 1933 był kierownikiem Oddziału Diagnostyki Bakteriologicznej. Dzięki stypendium z Sekcji Higieny Ligi Narodów poznał organizację zakładów bakteriologicznych m.in. w Kopenhadze, Pradze i Budapeszcie. Po powrocie rozwijał sieć filii PZH, od 1938 był inspektorem i zastępcą dyrektora PZH. 
Podczas okupacji niemieckiej po aresztowaniu Ludwika Hirszfelda zastępował go kierując Działem Bakteriologii i Medycyny Doświadczalnej, w 1941 współorganizował tajną produkcję szczepionki przeciwko durowi osutkowemu, którą rozprowadzano w obozie koncentracyjnym na Majdanku i w warszawskim getcie. W latach 1942–1944 prowadził wykłady z bakteriologii na tajnym Uniwersytecie Warszawskim i Uniwersytecie Ziem Zachodnich. Podczas powstania warszawskiego był szefem cywilnej służby zdrowia, a po jego upadku organizował ewakuację szpitali cywilnych. 
Od 1945 był dyrektorem PZH z siedzibą w Łodzi, równocześnie organizował Wydział Lekarski na Uniwersytecie Łódzkim, 1 maja 1946 został tam mianowany profesorem nadzwyczajnym bakteriologii i zajmował to stanowisko do 31 sierpnia 1950. 29 lipca 1950 został mianowany profesorem zwyczajnym mikrobiologii i higieny na Wydziale Farmaceutycznym Akademii Medycznej w Warszawie. Od 1 stycznia 1953 był pierwszym profesorem epidemiologii i wykładał ten przedmiot do końca 1962. Był organizatorem Zakładu Wirusologii PZH, który stał się głównym ośrodkiem wirusologii lekarskiej w kraju. 31 października 1963 przeszedł na emeryturę pozostając nada czynny zawodowo, w latach 1964–1970 był krajowym specjalista ds. wirusologii przy ministrze zdrowia. W latach 1972–1973 był konsultantem Laboratorium Eksperymentalnego Surowic i Szczepionek Biomed.
Był inicjatorem wprowadzenia w Polsce systemu szczepień przeciwko chorobie Heinego-Medina.
Został pochowany na cmentarzu Powązkowskim (kwatera 284a wprost-2-27).

## Publikacje
Był autorem wielu prac naukowych, głównie z zakresu wirusologii. Napisał również pamiętnik, w którym opisał między innymi zwalczanie epidemii cholery w czasie wojny w obozie jeńców sowieckich w Strzałkowie.
- Zarys bakteriologji praktycznej z uwzględnieniem niektórych pierwotniaków chorobotwórczych[8]
- Mikrobiologia lekarska[9]

## Odznaczenie
- Order Sztandaru Pracy II klasy (1949)[10]
- Krzyż Komandorski Orderu Odrodzenia Polski (1951)[11]
- Krzyż Oficerski Orderu Odrodzenia Polski (1946)[12]
- Medal 10-lecia Polski Ludowej (1955)[13]

## Członkostwo
- Wrocławskie Towarzystwo Naukowe;
- Łódzkie Towarzystwo Naukowe;
- Towarzystwo Naukowe Warszawskie – członek korespondent;
- Polskie Towarzystwo Mikrobiologów – członek honorowy;
- Polskie Towarzystwo Epidemiologów i Lekarzy Chorób Zakaźnych – członek honorowy;
- Polskie Towarzystwo do Walki z Poliomyelitis – członek założyciel;
- Polskie Towarzystwo Higieniczne – członek Zarządu Głównego.